# アストロウイルス科
アストロウイルス科（Family Astroviridae）とはウイルスの分類における1科。そのビリオンは直径約30nmの球形粒子でありエンベロープを欠く。一本鎖プラスRNAをゲノムとする。

## 分類
- Genus Mamastrovirus
  - ウシアストロウイルス（Bovine astrovirus）
  - ヒトアストロウイルス（Human astrovirus）など
- Genus Avastrovirus
  - 七面鳥アストロウイルス（Turkey astrovirus）
  - アヒルアストロウイルス（Duck astrovirus）など